# Cellers
|  | Per a altres significats, vegeu «Cellers (desambiguació)». |

Cellers és un poble del Pallars Jussà que forma part del municipi de Castell de Mur. Fins al 1972 havia pertangut al terme municipal de Guàrdia de Tremp. Està situat a l'oest de l'embassament dels Terradets, al sud de la comarca.

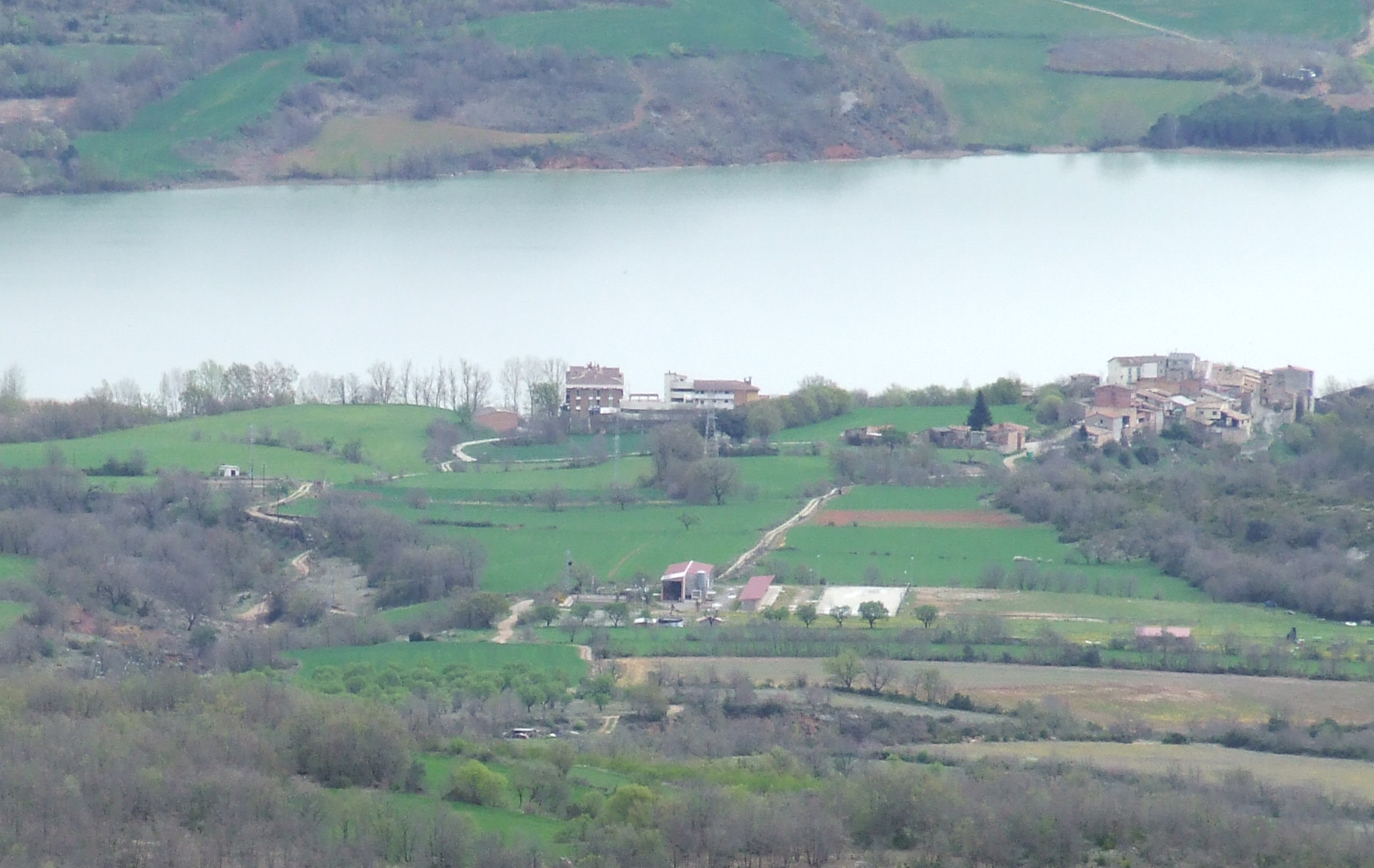
Cellers des de la carretera de Moror

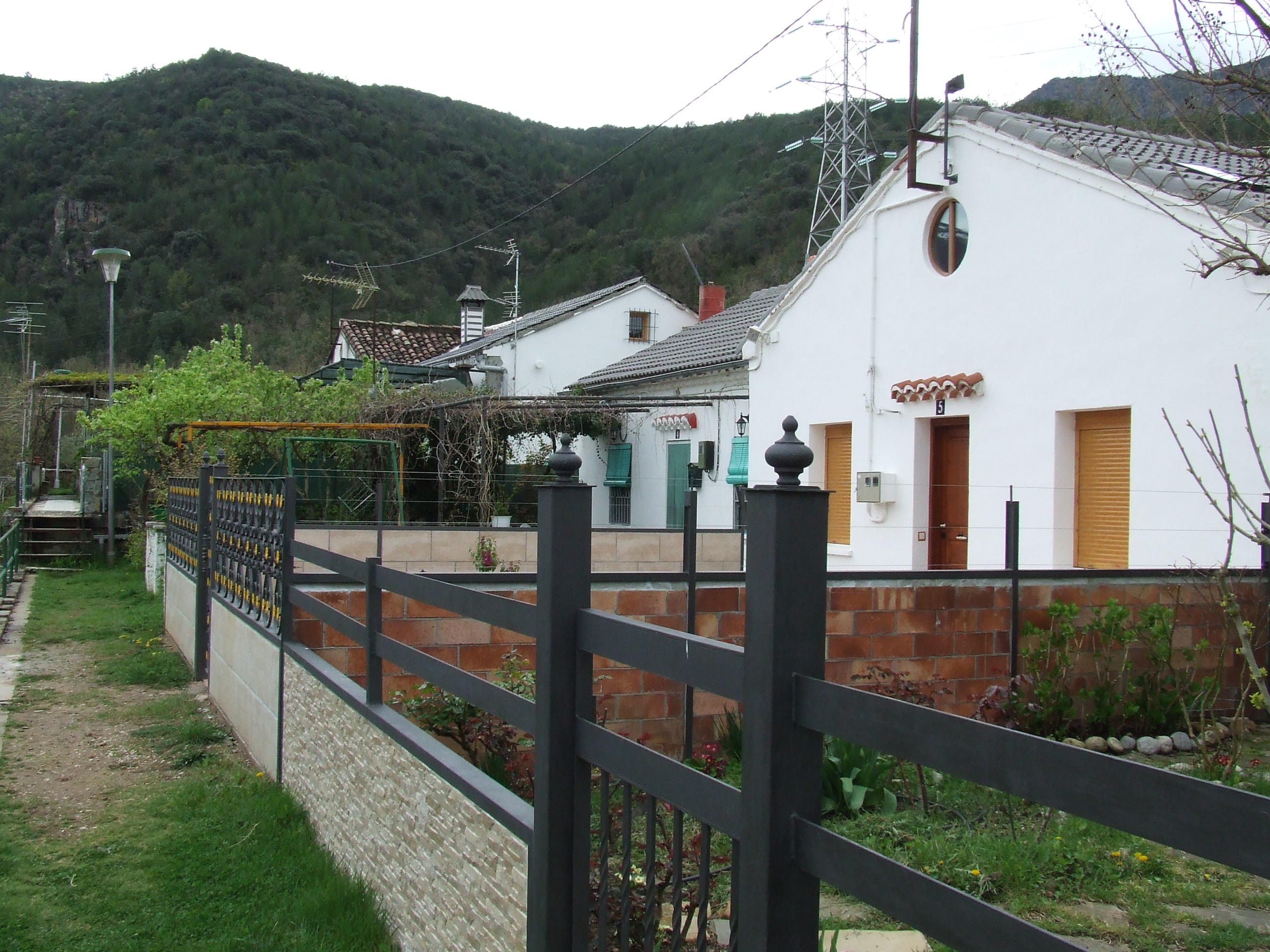
Les Cases de l'Estació de Cellers-Llimiana

El poble és a peu de carretera (la C-13), accessible des del punt quilomètric 75,1 d'aquesta carretera per un camí asfaltat que mena al poble en poc més de 500 metres. Està situat 2,7 km al sud del seu cap de municipi, Guàrdia de Noguera, i és el poble més meridional i situat en el punt més baix de tot el seu terme municipal.
Es tracta d'un petit nucli de població no superior a una vintena de cases, organitzades urbanísticament d'una manera que recorda un poble clos, tot i que amb l'obertura del ferrocarril i la carretera degué ser transformat, i perdé part del seu traçat original. De tota manera, alguna de les seves cases testimonien una notable antiguitat, tot i les modificacions ulteriors. Actualment té una població censada de 29 persones, si bé els mesos d'estiu i els caps de setmana s'omple de visitants que hi tenen la seva segona residència. No fa pas gaires anys, però, que en tenia molts més: el 1960 eren 55 d'agrupats en el poble i 48 de disseminats.
És aturonat a la riba esquerra del barranc de Moror, poc abans que aquest desaigüi en el pantà dels Terradets. El desnivell entre el poble i el barranc és considerable, en el límit meridional del nucli de Cellers.
Un quilòmetre i mig al sud de Cellers, al costat de l'Estació de Cellers-Llimiana, hi ha el barri de les Cases de l'Estació. Es tracta d'un conjunt de dotze casetes amb jardí que formen una filera paral·lela pel costat de ponent a les vies del ferrocarril, davant mateix de l'estació de tren esmentada. En un origen foren construïdes per al personal de ferrocarril d'aquesta estació.
Cellers és al bell mig d'una zona composta essencialment per camps de conreu situats en els costers que davallen del Serrat Pedregós i del Serrat Alt, contraforts septentrionals de la Serra del Montsec, al sud i sud-oest, i de Purredons, a l'oest i nord-oest, a més dels del nord, que són continuïtat dels mateixos on s'assenta la vila de Guàrdia de Noguera. Les zones agrícoles són, essencialment, les situades a l'oest i al nord.

## Etimologia
Segons Joan Coromines, Cellers prové del llatí cellarios, amb el significat de rebost (en plural, és clar). Aquest mot en català medieval ja prengué el significat d'estança fonda subterrània per al vi, però també s'aplicava al gra. No és estrany, aquest origen, atesa la situació del poble i el que es collia tot al seu voltant: cereals i vinya.

## Història
L'origen del poble és el monestir de Sant Miquel de Cellers, o del Congost, un monestir fundat probablement el 1170 pels comtes de Pallars Jussà. Tot i que es té constància que el 1418 el monestir ja era arruïnat, l'església subsistí com a santuari fins al segle xix. A principis del segle xx les ruïnes d'aquest monestir es podien veure encara, vora el Pas dels Terradets. Les aigües de l'embassament les mantenen submergides actualment. Es tractava d'un priorat depenent de Santa Maria de Mur.
Tanmateix, aquest monestir podria tenir pròpiament el seu origen en una cova, anomenada de Sant Miquel, habitada des de molt antic. Una altra cova propera també fou escenari de troballes arqueològiques valuoses: a la cova de la Platja, al pas dels Terradets, foren trobades restes de l'edat del bronze.
L'església de Cellers és, actualment, dedicada a sant Joan Baptista, i sempre ha estat sufragània de la parroquial de Guàrdia de Noguera. Es tracta d'un temple del segle xvii, on el pintor Josep Minguell ha fet unes pintures murals de força vàlua. Anteriorment, però, estigué dedicada a santa Maria, mare de Jesús, i és d'època romànica, tot i que l'edifici actual només conserva alguns elements de darreries de l'edat mitjana, com la part baixa de l'absis i de la façana septentrional.
El poble de Cellers fou proposat l'any 2000, a l'informe popularment anomenat Informe Roca (per Miquel Roca i Junyent, un dels seus autors), on s'estudiava una reorganització a fons de la distribució administrativa del territori català, com a cap d'un nou municipi, que s'hauria d'anomenar Montsec, i que havia d'agrupar els actuals termes de Castell de Mur, Llimiana i Sant Esteve de la Sarga.
| El poble de Cellers                       | El poble de Cellers                | El poble de Cellers                         | El poble de Cellers                   |
| ----------------------------------------- | ---------------------------------- | ------------------------------------------- | ------------------------------------- |
| Portal d'entrada de llevant al poble clos | Una de les velles cases de Cellers | Una de les cases que formaven el poble clos | Vista general de Cellers des del nord |
| Portal d'entrada de llevant al poble clos | Una de les velles cases de Cellers | Una de les cases que formaven el poble clos | Vista general de Cellers des del nord |

## Festes i tradicions
La Festa Major del poble, en honor de Sant Joan Baptista (Sant Joan Degollat), se celebra el penúltim cap de setmana del mes d'agost, tot i que pot variar d'un any a l'altre. És en aquesta època quan té lloc la tradicional cacera del tamarro. S'acostuma a fer de nit i en un sol grup de diverses persones equipades amb sacs, xarxes i altres estris.
A part de la Festa Major, a Cellers es vivien de ple els aplecs de tot el municipi, principalment el de Sant Sebastià i el de Santa Maria de Mur, que s'expliquen més detalladament a l'article de Guàrdia de Noguera, ja que és allí on es promovien i organitzaven.
Antigament, a Cellers s'havien arribat a celebrar dues fires anuals: una de bestiar el 10 de maig, i la de Sant Miquel, més general però també molt centrada en el bestiar, que era considerada com una fira de les de més volum de la comarca.

## Comunicacions
Passen per Cellers la línia de tren Lleida - La Pobla, i la carretera C-13, entre Tremp i Balaguer.
El poble compta, doncs, amb parada de tren (Ferrocarrils de la Generalitat de Catalunya, Estació de Cellers-Llimiana) i d'autobús. La freqüència de pas dels trens és de tres al dia en cada sentit, repartits proporcionalment (un al matí, un al migdia i un a la tarda).
El servei d'autobusos està cobert per la línia de transport públic ordinari de Lleida a Esterri d'Àneu, que ofereix, al seu pas per Cellers un sol servei en direcció a Lleida, que passa una mica després de les 7 del matí per Cellers, i un altre a la inversa, que passa al voltant de les 6 de la tarda.

## Serveis turístics
El poble es troba en un bell paratge natural com és la serra del Montsec i el congost i embassament de Terradets. Compta amb infraestructura turística (hotel, restaurant, allotjament rural i una casa de pagès) i d'activitats de lleure (hípica, esports aquàtics). Per la zona on es troba, Cellers és un punt d'interès per al turisme rural i familiar.
Cal destacar la presència a la riba dreta del pantà dels Terradets del Club Nàutic Terradets, centre turístic i d'esports nàutics d'important presència paisatgística a la zona.